# Défense Döry
Cet article utilise la notation algébrique pour décrire des coups du jeu d'échecs.
La défense Döry, du nom du baron autrichien Ladislaus Döry, aussi appelée défense Balogh, est une ouverture d'échecs non orthodoxe constituée par les coups 1. d4 Cf6 2. Cf3 Ce4 pour certains, et 1. d4 Cf6 2. c4 e6 3. Cf3 Ce4 pour les autres,.

## Encyclopédie des ouvertures (code ECO)
L'Encyclopédie des ouvertures d'échecs classe la défense Döry sous le code   E10 qui regroupe également le contre-gambit Blumenfeld (1. d4 Cf6 2. c4 e6 3. Cf3 c5 4. d5 b5).

## Transposition possible
Il existe des lignes de jeu indépendantes (voir les parties ci-dessous), mais l'ouverture peut aussi transposer dans une variante de la défense ouest-indienne.

## Popularité
Cette défense est très peu courante, bien qu'on la retrouve chez Alexandre Alekhine et Frank James Marshall (voir les parties ci-dessous). Elle a été l'objet d'un tournoi thématique (c'est-à-dire où c'était l'ouverture imposée) à Vienne en 1937. Le tournoi a été remporté par Paul Keres.

## Exemples de parties d'Alekhine
- Alexandre Alekhine - Frank James Marshall, New York, 1927[9]

1. d4 Cf6 2. c4 e6 3. Cf3 Ce4 4. Cfd2 Fb4 5. Dc2 d5 6. Cc3 f5 7. Cdxe4 fxe4 8. Ff4 0-0 9. e3 c6 10. Fe2 Cd7 11. a3 Fe7 12. 0-0 Fg5 13. f3 Fxf4 14. exf4 Txf4 15. fxe4 Txf1+ 16. Txf1 e5 17. Dd2 c5 18. dxe5 d4 19. Df4 dxc3 20. Df7+ Rh8 21. bxc3 Dg8 22. De7 h6 23. Fh5 a5 24. e6 g6 25. exd7 Fxd7 26. Tf7 1-0.
- Ernesto Rotunno (champion d'Uruguay en 1938 et 1939) - Alexandre Alekhine, Montevideo, 1938[10]

1. d4 Cf6 2. c4 e6 3. Cf3 Ce4 4. Cbd2 f5 5. Dc2 d5 6. e3 Cd7 7. Fe2 c6 8. 0-0 Fd6 9. b3 0-0 10. Fb2 Df6 11. g3 g5 12. Ce1 Dh6 13. Cg2 Cdf6 14. f4 Fd7 15. Cxe4 Cxe4 16. Ff3 Cf6 17. Ce1 Fe8 18. Cd3 Fh5 19. Fh1 Fg4 20. Ce5 Fh3 21. Tf2 Tae8 22. a4 Te7 23. Fa3 Fxa3 24. Txa3 Tg7 25. b4 Ce4 26. Fxe4 fxe4 27. Rh1 gxf4 28. exf4 Ff5 29. De2 a5 30. b5 c5 31. De3 Dh5 32. Ta1 cxd4 33. Dxd4 Txg3 34. Tg1 Txg1+ 35. Rxg1 Fh3 36. c5 Txf4 37. c6 De2 0-1.